# FC Samoa Korean Baptist Church
FC Samoa Korean Baptist Church (kurz FC SKBC oder auch SK Baptist Church) ist ein amerikanisch-samoanischer Fußballverein aus der Hauptstadt Pago Pago. Der Verein schaffte 2012 den Aufstieg in die höchste Spielklasse des Landes, die FFAS Senior League und gewann diese im darauffolgenden Jahr direkt. Dadurch nahmen sie bei der Qualifikation zur OFC Champions League 2014/15 zum ersten Mal an einem internationalen Wettbewerb teil. Nach einem Unentschieden und zwei Niederlagen schieden sie jedoch als Gruppenletzter aus dem Turnier aus.

## Erfolge
- FFAS Senior League: 1

2013
- FFAS President’s Cup: 1

2013